# Арутюнян, Амалия Гайковна
Ама́лия Га́йковна Арутюня́н (арм. Ամալյա Հայկի Հարությունյան; 1933—1997) — советская армянская ткачиха, передовик ткацкого производства. Герой Социалистического Труда (1981). Заслуженный мастер-наставник молодёжи Армянской ССР. Депутат Верховного Совета СССР X созыва.

## Биография
Амалия Гайковна Арутюнян родилась в 1933 году в селе Севкар Иджеванского района Армянской ССР (ныне в Тавушской области Республики Армения). Была старшей среди четверых детей семьи. В 1942 году, когда Амалии было девять лет, на фронтах Великой Отечественной войны, в боях за Керчь, погиб её отец. Мать Амалии, трудящаяся на колхозе, вскоре заболела и умерла, когда Амалии было тринадцать лет. С этого времени заботы о семье легли на её плечи, она помогала деду и бабушке в деле воспитания сестёр и брата. Ещё с детства увлекалась тканьём.
Закончив семилетнюю сельскую школу в 1947 году, Амалия Арутюнян решила поступить на работу в Ленинаканский текстильный комбинат имени Майского восстания (в дальнейшем — Ленинаканское производственное хлопчатобумажное объединение имени Майского восстания Министерства лёгкой промышленности Армянской ССР). В течение полугода Арутюнян училась в школе фабрично-заводского ученичества (ФЗУ) при комбинате у наставников Каро Саркисяна и Еранак Григорян, после окончания которой перешла на работу в комбинат в качестве ткачихи.
Уже в первый месяц трудовой деятельности Амалия Арутюнян перевыполнила месячный план работы: на увязку узла, вместо установленных по плану 3,5 секунд, Арутюнян тратила 2,4 секунды, а ликвидацию обрыва совершала вдвое быстрее нормы. В течение трёх месяцев Арутюнян достигла среднего уровня фабрики: она стала обслуживать 6—8 ткацких станков. Вскоре она перешла на обслуживание 16 станков, после чего работала на 18 станках. В этот период Амалия Арутюнян единогласно была избрана секретарём комитета ВЛКСМ сначала ткацкого цеха, после чего — Ленинаканского текстильного комбината. В дальнейшем, после приобретения многолетнего опыта, Арутюнян стала обслуживать 23 ткацких станка и за пятилетку выполнила норму восьми с половиной лет. Начиная с этого времени, она каждый год регистрировала значительное перевыполнение социалистических обязательств. Во время десятой пятилетки — в 1980 году Арутюнян расширила зону обслуживания до 26 станков (вместо установленных по плану 20 станков), выпустив продукцию отличного качества. А в марте 1981 года, в период одиннадцатой пятилетки, она перешла на обслуживание 29 ткацких станков, выпустив в течение года 30,6 тысячи метров суровых тканей.
Указом Президиума Верховного Совета СССР от 17 марта 1981 года, за выдающиеся производственные достижения, досрочное выполнение заданий десятой пятилетки и социалистических обязательств, проявленную трудовую доблесть Амалии Гайковне Арутюнян было присвоено звание Героя Социалистического Труда с вручением ордена Ленина и золотой медали «Серп и Молот».
Амалия Арутюнян уделяла большое внимание подготовлению и воспитанию новых кадров для Ленинаканского текстильного комбината. Многие из её учеников — выпускников профессионально-технического училища № 17 при комбинате, в дальнейшем достигли высоких результатов, перевыполняли установленные планы и были удостоены правительственных наград. Среди них — кавалер ордена Ленина Э. Карапетян, кавалер ордена Трудового Красного Знамени А. Геворкян. За заслуги в деле воспитания работников ткацкого производства Амалии Арутюнян было присвоено почётное звание заслуженного мастера-наставника молодёжи Армянской ССР.
Амалия Гайковна Арутюнян также активно занималась общественной деятельностью. Будучи беспартийной, она была избрана депутатом Совета Союза Верховного Совета СССР X созыва. Была членом Совета профессиональных союзов Армянской ССР. Амалия Арутюнян активно боролась за установление трудовой дисциплины, по её предложению в подразделениях Ленинаканского текстильного комбината были созданы комиссии по трудовой дисциплине и сохранности социалистической собственности, следящие за укреплением дисциплины на комбинате. Как депутат Верховного Совета СССР, Арутюнян всячески помогала жителям Ленинакана по жилищно-коммунальным вопросам.
Амалия Гайковна Арутюнян скончалась в 1997 году в городе Гюмри. Похоронена на кладбище Гюмри.

## Награды
- Герой Социалистического Труда (Указ Президиума Верховного Совета СССР от 17 марта 1981 года, орден Ленина и медаль «Серп и Молот») — за выдающиеся производственные достижения, досрочное выполнение заданий десятой пятилетки и социалистических обязательств, проявленную трудовую доблесть[10].
- Орден Ленина (4.03.1976)[10].
- Орден Трудового Красного Знамени (5.04.1971)[10].
- Заслуженный мастер-наставник молодёжи Армянской ССР[15].